# Club Deportivo Mirandés
El Club Deportivo Mirandés, S. A. D. es un club de fútbol español con sede en la ciudad de Miranda de Ebro (Burgos), España. Fue fundado el 22 de enero de 1927. Actualmente compite en la Segunda División de España, segunda categoría del fútbol español. Disputa sus encuentros como local en el Estadio Municipal de Anduva, que cuenta con una capacidad de 5759 espectadores. 
Los colores que identifican al club son el rojo y el negro. En sus vitrinas consta dos títulos de liga de Segunda División B: Grupo 2, cuatro títulos de Tercera División, una Copa RFEF, dos Copa Castilla y León y el Trofeo Invicto Don Balón, entre otros. Alcanzó un gran reconocimiento deportivo en 2012 al clasificarse para las semifinales de la Copa del Rey y ascender a la Segunda División por primera vez. Durante la temporada 2020-21, el presupuesto alcanza los 7,6 millones de € y el número de socios alcanza los 4389.

## Historia
Los precedentes del Club Deportivo Mirandés datan de comienzos de siglo XX, cuando en la ciudad de Miranda de Ebro hubo varios equipos de fútbol como El Deportivo Mirandés (1917), Sporting Club Mirandés (1919), Deportivo S.C. (1919) o el Miranda Unión Club (1922). Todos ellos formaron el germen del fútbol de la ciudad y por tanto fueron el origen del actual club.

### Trayectoria histórica
Indicadas las categorías en los siguientes colores:
■ 1.er nivel
■ 2.º nivel
■ 3.er nivel
■ 4.º nivel
■ 5.º nivel
Notas: (Estructura piramidal de ligas en España)
- Las temporadas 1936-37, 1937-38 y 1938-39 no fueron disputadas debido a la guerra civil española.
- La Segunda División B fue introducida en 1977 como categoría intermedia entre la Segunda División y Tercera División.
- En la temporada 2021-2022 se reestructuraron las categorías del fútbol español pasando a denominarse las categorías no profesionales como 1.ª división RFEF que será el equivalente a la 3.ª categoría, 2.ª división RFEF que será el equivalente a la 4.ª categoría y 3.ª división RFEF que será el equivalente a la 5.ª categoría, desapareciendo Segunda División B.

### Fundación del club

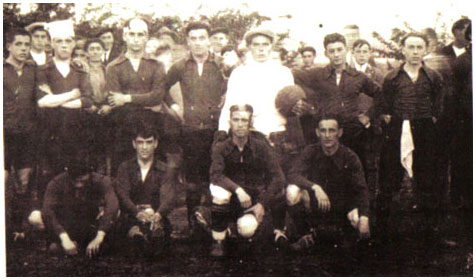
Primera alineación del C. D. Mirandés.

El Club Deportivo Mirandés fue fundado el 3 de mayo de 1927 siendo su primer presidente Arturo García del Río. El capital inicial constó de 666 acciones de 15 pesetas cada una. El primer partido oficial se disputó durante las fiestas de San Juan del Monte, un 4 de junio de 1927, contra el conjunto vitoriano del Arabarra, con victoria de 1-0 para el equipo rojillo. El primer gol del C. D. Mirandés lo marcó Fidel Angulo. En 1942 el club sufrió una reorganización y, tras pasar dos años en categoría regional, el equipo debutó por primera vez en liga nacional de tercera división el 24 de septiembre de 1944 siendo su primer partido oficial en esta categoría el Mirandés 2-2 Vasconia de San Sebastián.

### Década de los años 1940

Gráfico del desempeño del Club Deportivo Mirandés en la liga 1929-2025

En aquella primera temporada en categoría nacional, la 1944-45, el equipo rojillo concluyó la liga en séptima posición. Durante este partido se marcó el gol número 1 de la historia del Mirandés en categoría nacional por Pedro Díaz Alegría "Tano". En la temporada 1945-46 y 1946-47, el equipo terminó en sexta y octava posición respectivamente. En aquella última temporada, la 1946-47, se produjo una nueva marca en la historia del club, el gol número 100. En esta ocasión fue a cargo de Ángel Alciturri Fernández, en un partido de liga que el Mirandés perdió fuera de casa por cinco goles a cuatro frente al Cultural Durango. La temporada 1947-48 fue dura para el Mirandés. Tras terminar décimo en la tabla tuvo que jugar un Torneo de Reclasificación contra el C. D. Numancia, Deportivo Alavés y Cultural Durango. Finalmente mantuvo la categoría. El gol 200 no se hizo esperar y llegó en 10 de abril de 1949 de las botas de Zubizarreta, en un partido liguero que ganó el Mirandés ante el Burgos C. F. en casa del equipo de la capital por cero goles a tres. En aquella temporada, la 1948-49, el Mirandés concluyó la liga en octava posición. Cinco años después, el 4 de abril de 1954, Luis Alcalde marcó el simbólico gol 500 del C. D. Mirandés en campeonato liguero ante el Begoña

### Décadas de los años 1950 y 1960
Durante veinticinco años, en las décadas de los años 1950, 1960 y parte de los años 1970, el Club Deportivo Mirandés disputó sus encuentros en tercera división con un breve descenso a categoría regional que duró entre 1968 y 1970. La mejor temporada del Mirandés en esta época corresponde a la 1957-58, cuando el club finaliza en segunda posición disputando la fase de ascenso. En la primera ronda logró superar al Amistad de Zaragoza, pero no pudo vencer al C. D. Castellón en la siguiente, viéndose obligado a continuar en tercera división.

### Década de los años 1970
En la temporada 1977-78 el C. D. Mirandés debutó en la Segunda división B española y se enfrentó al Valencia C. F. de Mario Alberto Kempes en la Copa del Rey cayendo derrotado por dos goles a cuatro. Al año siguiente el equipo hizo una sobresaliente temporada y consiguió acabar en tercera posición. Pero ese puesto cosechado quedó empañado debido a que en la última jornada del campeonato liguero el conjunto rojillo superaba en un punto al Real Oviedo y dependía de sí mismo para lograr el ascenso a la Segunda División, es más, el Mirandés solo necesitaba un simple empate ante la U. P. Langreo, rival que no se jugaba absolutamente nada para conseguir el salto de categoría. El destino quiso ser cruel con el C. D. Mirandés, ya que durante todo el partido estuvo ascendido, pero un inoportuno tanto de un jugador langreano en el minuto 89 tiró al traste la ilusión de todos los aficionados que abarrotaban el Estadio de Anduva. Fue un triste e injusto final para una temporada que, de haberse consumado el ascenso a la categoría de plata del fútbol español, habría sido la mejor de la historia del conjunto rojillo. El equipo que finalmente subió a segunda división fue el Real Oviedo gracias a la derrota de los rojillos. El club entró en crisis los años venideros al interpretar muchos aficionados mirandesistas ese gol en el último minuto como una dejadez intencionada por parte de la junta directiva rojilla y sus escasos propósitos de ascender, lo que provocó que muchos socios no renovasen su carné al año siguiente. Algunos jugadores como Miguel Ángel Portugal o Kike Herrero, ambos exfutbolistas del Real Madrid, jugaron con el equipo de Miranda de Ebro en la segunda mitad de los años 1970.

### Décadas de los años 1980 y 1990
Aunque hasta la temporada 1981-82 el equipo se mantuvo en segunda división B durante cinco años, los años 1980 transcurrieron en su mayoría en Tercera División. En 1986 se crea la federación riojana de fútbol y el C. D. Mirandés fue uno de los equipos fundadores. En la temporada 1987-88 el equipo jugó en Segunda División B aunque no logró mantenerse. En la temporada 1988-89 el C. D. Mirandés consiguió su primer título de liga de tercera división con Juan Manuel Lillo como entrenador y además recuperó de nuevo la categoría hasta 1991. El 16 de febrero de 1992 se produjo su primer encuentro internacional al jugar un partido amistoso contra el Dukla Praga para inaugurar la iluminación artificial del estadio de Anduva. Los años 1990 supusieron, quizá, los más duros de la historia del club. La crisis económica de aquellos años también se cebó con el club y el fantasma de la desaparición sobrevoló Anduva. En la temporada 1994-95 el C. D. Mirandés bajó a categoría regional en la que pasó los dos años siguientes hasta 1997, cuando recuperó de nuevo la tercera división.

### Años 2000
En 2001, el club celebró su 75.º aniversario con un torneo triangular entre Deportivo Alavés, Real Valladolid y Club Deportivo Mirandés siendo el equipo pucelano el ganador. Además se realizó una importante gala donde se premió a aquellas personas que habían contribuido en mejorar el estado del club. Entre los invitados destacaban el presidente de la Diputación de Burgos, Vicente Orden Vígara o el presidente de la Real Federación Española de Fútbol, Ángel María Villar.
Tras cinco años en tercera, el equipo consiguió su segundo título de liga en la temporada 2002-03 y ascendió a segunda división B tras vencer en liguilla de ascenso a Huesca, Tropezón y Lemona. Ese mismo año el club recibió el Trofeo Invicto Don Balón tras aguantar 35 partidos sin perder.
En la temporada 2003-04 el C. D. Mirandés acabó la liga en tercera posición con la posibilidad de jugar el play-off de ascenso a segunda división por segunda vez en su historia. Los rivales fueron Pontevedra C. F., Lorca Deportiva y Club Deportivo Badajoz siendo el equipo gallego quien logró el objetivo, quedando el C. D. Mirandés en segunda posición dentro de la liguilla de ascenso. Durante esta temporada nació el fenómeno de la marea rojilla que provocó que el club pasara de 700 socios a 2800 abonados. En Copa del Rey, el Mirandés cayó eliminado en la segunda eliminatoria (treintaidosavos de final) ante el Real Zaragoza.
En la temporada 2004-05 el equipo perdió la categoría después de tres entrenadores y con el orgullo que haber llegado a octavos de final en Copa del Rey tras ser eliminado por el Real Betis (campeón de dicho año) pero después de ganar a U. D. Salamanca y Real Sociedad. En su etapa en Tercera división española el número de socios no sólo se mantuvo, sino que incluso aumentó, y es que durante la temporada 2006-07 se consiguió el, en ese momento, récord de socios en la historia del club con 4015 abonados tras un acuerdo con la Junta de Castilla y León.
En su primer año en tercera tras el descenso el equipo acabó en segunda posición tras la Gimnástica Segoviana y jugó el play-off de ascenso contra el Cobeña que finalmente ascendió. Al año siguiente, en la temporada 2006-07, el C. D. Mirandés ganó su tercer título de liga y cayó eliminado del play-off de ascenso en el último partido ante el Villarreal Club de Fútbol B. Con motivo del 80.º Aniversario del Club, el día 2 de mayo de 2007 se celebró un encuentro amistoso entre el Club Deportivo Mirandés y el Racing de Santander cuyo resultado fue de 2-1 a favor de los rojillos.

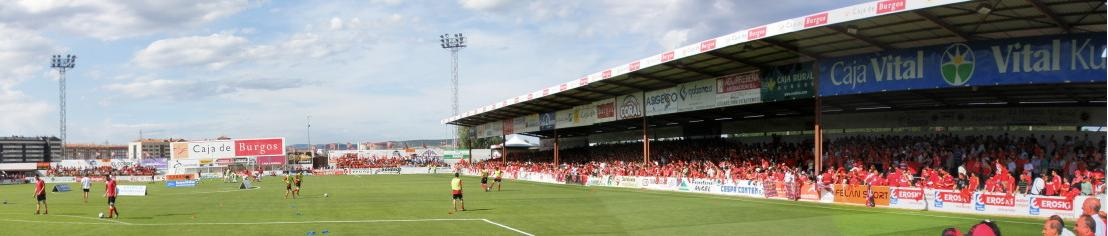
Panorámica del Estadio Municipal de Anduva en Miranda de Ebro antes del partido de ascenso a 2.ª B ante el Jerez Industrial (2009).

En la temporada 2007-08 el equipo consiguió su cuarto título de liga seis jornadas antes de acabar el campeonato y consiguió su récord propio de puntuación en liga con un total de 95 puntos. En el play-off de ascenso a segunda división B derrotó al Club Deportivo Santañí y fue derrotado por la Real Balompédica Linense en la última fase. Al año siguiente, en 2009, el Mirandés concluyó la temporada en segunda posición tras el Club de Fútbol Palencia. En el play-off de ascenso, el equipo recuperó de nuevo la segunda división B tras enfrentarse en la última eliminatoria al Jerez Industrial.
De nuevo en la categoría de bronce, el Mirandés fue encuadrado en el grupo I de segunda división B, un cuadro complicado donde competían Alavés, Éibar o Ponferradina entre otros equipos de superior presupuesto y palmarés. El equipo salvó su plaza en segunda división B el penúltimo partido de liga. Durante el 2009-10, el club también participó en el torneo copero regional, la Copa Castilla y León, pero no consiguió superar la fase de grupos.

### Años 2010
En la temporada 2010-11 el equipo quedó encuadrado en el grupo II, de nuevo en un grupo potente que agrupaba a muchos conjuntos del año anterior más al Real Oviedo o Real Unión entre otros. En el tornero copero regional tampoco consiguió, en esta temporada, pasar la primera fase. Contra todo pronóstico el Mirandés cuajó ese año la mejor temporada de su historia al acabar en segunda posición a tan sólo un punto del Éibar. El equipo había llegado a la última jornada como líder, pero un empate contra la Gimnástica de Torrelavega, y un gol de penalti a favor del Éibar en el minuto 93 de su encuentro, truncó el que pudo ser el primer campeonato del club en Segunda División B. La posición lograda en liga permitió al Mirandés jugar la promoción de ascenso a Segunda División 2011. En la primera ronda eliminó al potente Cádiz Club de Fútbol con un 4-3 en el marcador global. En la segunda ronda se enfrentó al C. F. Badalona al cual le ganó por 1-0. En la tercera y última ronda luchó por una plaza en Segunda División Española ante el C. D. Guadalajara. El conjunto rojillo consiguió un resultado favorable en el partido de ida (0-1), aunque la mala fortuna se cebó con los rojillos en Anduva que perdieron el encuentro en el minuto 86 con un penalti a favor del equipo alcarreño (1-2).

### Ascenso a Segunda División y Semifinales de la Copa del Rey
La siguiente temporada 2011-12, quedó de nuevo englobado en el segundo grupo de Segunda División B junto a castellanos y leoneses, cántabros, vascos, riojanos y navarros. En el torneo regional de la Copa Castilla y León, el Mirandés logró alzarse con el primer puesto entre los veinte equipos participantes. En la Copa del Rey el Mirandés logró superar sus mejores registros al alcanzar las semifinales por primera vez en su historia. Tras las fases previas, en primer lugar apeó en dieciseisavos al Villarreal C. F., equipo que disputó la Liga de Campeones de la UEFA esa misma temporada; más tarde, en octavos de final, a otro primera división, el Racing de Santander. En cuartos de final se enfrentó al R. C. D. Espanyol, por el que fue vencido en la ida por 3-2 tras un polémico arbitraje a favor del conjunto catalán, y al que remontó en el partido de vuelta por 2-1. Finalmente el Mirandés cayó en las semifinales contra el Athletic Club tras dos claras victorias rojiblancas tanto en Anduva como en San Mamés. Sin duda el club rojillo se convirtió en el equipo revelación del torneo copero durante aquella edición. La UEFA destacó en una nota de prensa la condición de matagigantes del club rojillo. Por otra parte en la liga, el equipo tuvo un gran arranque con nueve partidos imbatido (833 minutos), y con las 17 primeras jornadas invictas. Fue el último equipo español en categoría nacional en lograrlo esa temporada. Tras mantenerse líder de la clasificación desde la tercera jornada, el Mirandés logró su primer título de liga en Segunda División B con 82 puntos, desbancando al Barakaldo Club de Fútbol como máximo puntuador histórico en el segundo grupo de la categoría. En la promoción de ascenso a Segunda División, el Mirandés se enfrentó al Club Deportivo Atlético Baleares, al que derrotó en Anduva por 1-0 y en el Estadio Balear por 1-2. Con este triunfo, el club logró el ascenso a Segunda División el 27 de mayo de 2012 por primera vez en su historia.

#### Temporada 2012-13
En el torneo regional de la Copa Castilla y León 2013, el Mirandés logró alzarse con el primer puesto por segundo año consecutivo tras derrotar al Real Valladolid. La primera temporada en liga profesional se planteó como un reto, no en vano Miranda de Ebro era la ciudad más pequeña del país con equipo profesional en ese momento. El Mirandés mantuvo gran parte del plantel, reforzándose con jugadores con experiencia en Primera División como Koikili o Colsa.
La temporada transcurrió irregular, lo que mantuvo al club rojillo en la parte baja de la clasificación. Los resultados positivos durante la segunda vuelta hicieron que el equipo saliese a flote y lograse al permanencia en la categoría quedando finalmente en decimoquinta posición.
El 26 de febrero de 2013 fue el día que los socios del Mirandés votaron a favor (64,75%) de iniciar la conversión de la entidad en SAD por imposición de la Liga de Fútbol Profesional. En total, el club deberá suscribir y desembolsar un capital social mínimo de 2.240.059 euros antes del 29 de julio si quiere seguir compitiendo en la Liga Adelante. El 25 de junio de 2013 el empresario mirandés Vicente España Revilla apalabro ser el máximo accionista del Mirandés al pretender adquirir cerca del 60% de las acciones del club, mientras que el otro 40% quedó repartido de forma muy heterogénea entre la masa social de la ciudad. El 30 de julio Vicente España Revilla declaró no ser capaz de reunir el capital necesario, por lo que se verían obligados a descender de categoría.
El día 30 de julio, tras la retirada de Vicente España Revilla como máximo accionista, gracias a la aportación de jugadores y de la junta directiva, la cual estaba encabezada por Alfredo De Miguel Pastrana, consiguieron reunir el restante de acciones para cumplimentar el proceso en SAD y así permitir que el Mirandés pudiera competir en Liga Adelante.

#### Temporada 2013-14
En la temporada 2013-14, el conjunto rojillo quedó 19.º en la clasificación de la Segunda División. Este puesto supone, normalmente, el descenso de categoría pero debido a la mala situación económica del Real Murcia por sus deudas con Hacienda, el equipo murciano, aun acabando 4.º en la clasificación esa temporada, descendió de categoría y su plaza la ocupó el Mirandés, el equipo mejor clasificado entre los descendidos en un principio.

#### Temporada 2014-15
La temporada 2014-15 empezó con dudas debido a la rápida gestión que se tuvo que hacer para la contratación de jugadores aptos para Segunda División y tras unos primeros partidos en los que se consiguieron 4 puntos, el equipo supo rehacerse de estos malos resultados empatando contra el Real Valladolid y la U. D. Las Palmas, encadenando 9 jornadas sin conocer la derrota (la mejor racha del equipo en la categoría) lo que le llevó a la 8.ª posición, puesto en el que acabaría la temporada, siendo la mejor de la historia del club en Segunda División.

#### Temporada 2015-16
El comienzo de la temporada 2015-16 fue titubeante consiguiendo tres victorias y cuatro empates en las diez primeras jornadas de Segunda División. Más tarde, el equipo comenzó a remontar consiguiendo durante gran parte del campeonato ser el máximo goleador de la categoría. Finalmente, y tras haber estado rozando los playoff de ascenso durante alguna jornada, acabó como 15.º clasificado de Segunda División. Durante esta temporada se tuvieron que acometer obras en la grada general del Estadio Municipal de Anduva para cumplir con la normativa de la Liga de Fútbol Profesional de tener todas las localidades del estadio sentadas.
En la Copa del Rey, el equipo quedó emparejado con el C. A. Osasuna en segunda ronda; el equipo navarro ganó la eliminatoria, pero quedó eliminado del torneo por alineación indebida, por lo que su puesto lo ocupó el C. D. Mirandés. En tercera ronda, el equipo rojillo se enfrentó al Real Oviedo, y el partido se disputó en tierras asturianas con victoria en la prórroga del conjunto visitante por 2-3. De esta manera el conjunto de Miranda de Ebro conseguía por tercera vez en su historia entrar en dieciseisavos de final de la Copa del Rey. En dieciseisavos de final de la Copa del Rey quedó emparejado con el Málaga C. F. al que eliminó con un resultado global de 3-1.
En octavos de final, el equipo rojillo se enfrentó al RC Deportivo de La Coruña. En el partido de ida el resultado fue de 1-1, y en el partido de vuelta el resultado fue de 0-3 donde se demostró el gran juego del equipo visitante. En cuartos de final el C. D. Mirandés quedó emparejado con el Sevilla F. C. donde ponía fin a su periplo en la competición al caer derrotado por un resultado global de 0-5.

#### Temporada 2016-17
En la temporada 16-17 el equipo comienza de manera extraordinaria la temporada, consiguiendo estar invicto durante las 8 primeras jornadas. En la Copa del Rey cae eliminado en segunda ronda en los penaltis ante el Elche C. F., en Anduva. A partir de ahí, el equipo entró en una dinámica negativa que supuso el paso de hasta cuatro entrenadores para intentar evitar el descenso, cosa que al final fue imposible y acabó descendiendo a Segunda División B.

#### Temporada 2017-18
En la temporada en la que el Mirandés descendió a Segunda División B, el equipo logró quedar primero en el Grupo 2 de la categoría. En la Copa del Rey cae eliminado por el Cartagena F. C. en tercera ronda. A pesar de quedar primero ese año, caería eliminado en la eliminatoria de play-off de ascenso por el R. C. D. Mallorca con un marcador global adverso de 3-1. En la repesca también caería eliminado por el Extremadura U. D. a pesar de llevar ventaja del partido de vuelta. El marcador global adverso fue de 2-1. Al no poder volver a la categoría de plata, se quedaría un año más en Segunda B.

#### Temporada 2018-19 - Retorno a Segunda División
En esta temporada, el equipo quedó tercero en el Grupo 2 de la categoría. Caería eliminado por el Racing de Santander en la tercera ronda de la Copa del Rey y ganaría la Copa RFEF ante el U. D. Cornellá. Tras la tercera posición en la liga regular y con muchas dudas, en la liguilla de la eliminatoria de ascenso, eliminaría al Atlético de Madrid B con un global de 2-1, al Recreativo de Huelva también con un marcador global de 2-1 y finalmente conseguiría volver a la categoría de plata dos años después de su descenso, tras eliminar nuevamente al Atlético Baleares por un global de 3-3, con un partido de vuelta frenético en Son Malherido.

#### Temporada 2019-20 y Semifinales de la Copa del Rey
El equipo realiza un inicio de temporada flojo pero es capaz de terminar la primera vuelta en mitad de tabla. En el torneo de la Copa del Rey, el club hace historia, al conseguir volver a alcanzar los semifinales tras eliminar a varios equipos de Primera División como el Celta de Vigo (2-1) y el Sevilla F.C., campeón ese año de la UEFA Europa League (3-1), así como al Villarreal C. F. en cuartos de final, al que ganó 4-2 en Anduva, clasificándose por segunda vez en su historia para las semifinales del torneo, pero fue derrotado en esa instancia por la Real Sociedad, por un parcial de 3-1. A la vuelta a la competición, tuvo un inicio brillante llegando a puestos de playoff. Después el equipo se fue desinflando acabando la temporada en undécima posición.

### Consolidación en Segunda División (2020–presente)
Desde la temporada 2020-21, el club ha logrado mantenerse de forma ininterrumpida en la Segunda División del fútbol español, afianzando su presencia en la categoría de plata a través de un proyecto deportivo basado en la juventud, la cesión de jugadores por parte de clubes de Primera y una fuerte identidad competitiva.
En la campaña 2020-21, el equipo firmó una notable 10.ª posición en la tabla, mostrando regularidad a lo largo del curso y consolidando su estatus en la categoría tras el ascenso de 2019. La temporada siguiente, 2021-22, finalizó en la 14.ª plaza, con un rendimiento más irregular pero manteniendo la permanencia sin apuros y alcanzando los dieciseisavos de final en la Copa del Rey.
La 2022-23 fue una temporada más complicada, en la que el conjunto rojillo terminó 16.º, si bien volvió a lograr el objetivo de la permanencia. Durante estos años, el club continuó apostando por plantillas jóvenes, muchas veces formadas por jugadores cedidos por equipos de Primera División, lo que consolidó al Mirandés como un referente en el desarrollo de talento.
En la 2023-24, el equipo finalizó 18.º, bordeando los puestos de descenso pero logrando la salvación en la recta final de la liga.  El 2 de junio de 2024 consigue vencer al S.D Amorebieta 1-0 en Anduva en la última jornada de Liga,relegando al rival a Segunda RFEF y manteniendo la permanencia por 6ª temporada consecutiva en el último suspiro. El delantero Carlos Martín destacó como máximo goleador con 15 tantos, siendo clave en la consecución del objetivo.
La temporada 2024-25 supuso un hito histórico para el club: el Mirandés terminó 4.º en la clasificación con 75 puntos, el mejor registro en su historia en el fútbol profesional. Esta posición le permitió disputar por primera vez los play-offs de ascenso a Primera División. En semifinales, eliminó al Racing de Santander, pero fue superado por el Real Oviedo en la final (0-1 en Anduva y 3-1 en el Carlos Tartiere). Por destacar otros aspectos, al vencer al SD Eibar firman el mejor inicio de la historia de la entidad en las Primeras 10 jornadas en Segunda División.
El 18 de mayo de 2025 vence al Córdoba C.F. por 1-2 y consigue de esta forma la primera clasificación de Playoffs de Ascenso en su historia. En las semifinales jugó contra el Racing de Santander, el cual los resultados fueron 3-3 y 4-1 a favor del Mirandés (7-4).
El 15 de junio de 2025 se impuso 1-0 al Real Oviedo en el partido de ida del Playoff de Ascenso, en Anduva. No obstante, el sueño de todo el Mirandés no se pudo materializar tras una derrota 3-1 en la vuelta en el Carlos Tartiere el sábado 21 de junio. Aún así, la temporada 24-25 es la mejor en la historia del Mirandés en cuanto a rendimiento en liga se refiere, quedándose a la orilla de lograr una hazaña increíble que es estar en la élite con sus limitados recursos. A pesar de no lograr el ascenso, la campaña fue considerada un éxito rotundo, reflejo de la progresión y madurez del proyecto deportivo.
Durante este período, el club se ha caracterizado por ser una de las plantillas más jóvenes de la categoría, con una media de edad en torno a los 25 años, lo que ha reafirmado su papel como equipo formador en el contexto del fútbol español.

## Símbolos

### Escudo

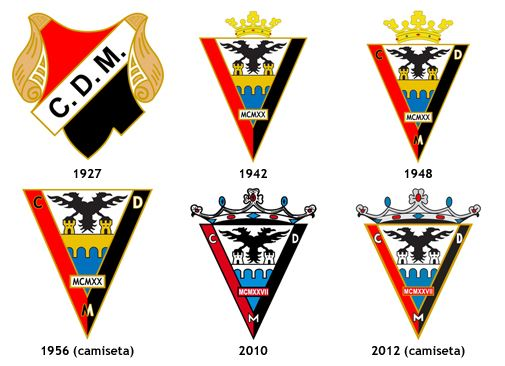
Evolución del escudo a lo largo de la historia.

El Club Deportivo Mirandés ha tenido a lo largo de su historia dos emblemas. El primer escudo de club se diseñó en 1927 y era muy diferente al actual. Consistía en escudo dividido en tres zonas por dos líneas diagonales. La parte superior era roja, la inferior negra y la zona central tenía fondo blanco y en el centro las letras "C", "D" y "M". Sobre el escudo había una cinta con la leyenda 3 mayo de 1927 en referencia al día de la fundación del club.
El actual escudo fue diseñado por José Ayo Barrio en 1944, cuando el Club Deportivo Mirandés debutó en tercera división española. Se diseñó un nuevo escudo porque el antiguo había dejado de usarse desde hacía tiempo y la junta directiva del momento desconocía que existiese uno anterior. Al nuevo escudo se le dio forma triangular, se representó los colores del equipo (rojo y negro) y se hizo referencia al escudo de la ciudad al incluir un águila, un puente y un río. El escudo se coronó a pesar de que el club no posee ningún título real.

### Himno
El himno oficial del club fue escrito por Gregorio Solabarrieta con ayuda de Arturo García del Río. No se conoce con exactitud su fecha de creación, sin embargo tuvo que ser próxima a la fundación del club en 1927 porque García del Río era, por aquel entonces, presidente del club. Es un cántico alegre que utilizan habitualmente varios grupos musicales, en especial charangas, para amenizar las fiestas populares del norte de España.
- Wikisource contiene obras originales de o sobre Club Deportivo Mirandés.

### Mascota

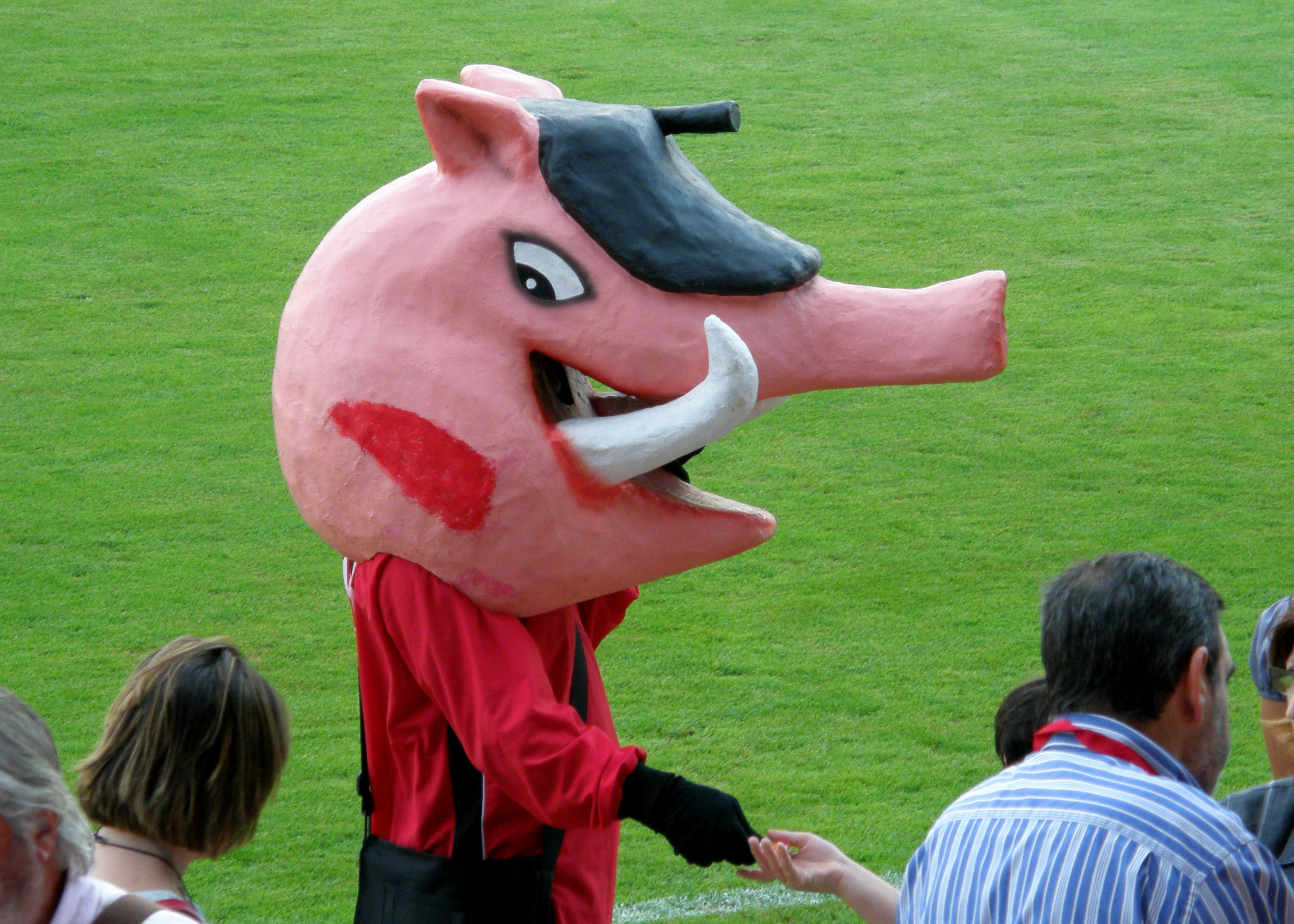
Jabato.

La mascota oficial del Club Deportivo Mirandés es El Jabato, un jabalí que ameniza los descansos de los encuentros. La mascota nació en el año 1972, diseñado por Alejandro Almarcha y Melquiades Mariñán, una figura que intentó plasmar en una imagen el espíritu de lucha, la fuerza y el coraje del equipo. Estas cualidades son las que tienen los jabatos (crías de jabalí), un animal autóctono de la zona de Miranda de Ebro. Gracias a la mascota, los jugadores del Mirandés son apodados como jabatos por los enérgicos y luchadores que se deben mostrar sobre el terreno de juego.

## Indumentaria

### Uniforme 2023-24
- Uniforme titular: Camiseta roja con puntos negros, pantalón negro y medias rojas.
- Uniforme alternativo: Camiseta blanca con puntos dorados, pantalón blanco y medias blancas.

La firma deportiva oficial durante la temporada 2024-25 es Adidas, mientras que el patrocinador oficial es Miranda Empresas. El color rojo en la camiseta titular ha permanecido prácticamente invariable a lo largo del tiempo, pero el resto de la equipación ha sufrido algunas variaciones (pantalones negros, rojos o blancos; medias lisas o a rayas, etc.)
| Titular | Alternativo |  |

### Evolución del uniforme
| 1927-1949 | 1950-1989 | 1990-1999 | 2000-2011 | 2012-2013 |
| 2013-2014 | 2014-2015 | 2015-2016 | 2016-2017 | 2017-2018 |
| 2018-2019 | 2019-2020 | 2020-2021 | 2021-2022 | 2022-2023 |
| 2023-2024 | 2024-2025 |           |           |           |

## Infraestructura

### Estadio
El estadio del Club Deportivo Mirandés es el Estadio Municipal de Anduva, propiedad del ayuntamiento de la ciudad. Fue inaugurado el 22 de enero de 1950, aunque ya había sido estrenado en septiembre de 1949 con motivo del inicio de liga. Posee una capacidad para 5 759 espectadores, todos sentados, y unas dimensiones de 105 × 68 metros. El terreno de juego es de césped natural. En la temporada 2011-12 se consiguió el récord de espectadores con casi 8.000, partido disputado el 31 de enero de 2012 frente al Athletic Club de Bilbao, correspondiente a la ida de las semifinales del Trofeo de S.M el Rey, con un resultado de 1-2 favorable al equipo visitante.
El partido inaugural, de tercera división, enfrentó al Club Deportivo Mirandés con el Club Deportivo Logroñés (0-1). El Estadio de Anduva alberga de forma regular los partidos de liga del C. D. Mirandés, pero también ha sido escenario de otros acontecimientos deportivos, entre los que destaca el encuentro de las selecciones de fútbol sub-21 de España y Polonia en 2006, con derrota 0-1.
El 8 de junio de 2015 se empezó a realizar la obra de mayor envergadura de la historia del club, la cual consistía en derribar la grada de general, la cual no poseía localidades sentadas, para poner asientos ya que era un requisito indispensable de la Liga de Fútbol Profesional para poder participar en Segunda División.
En julio de 2025 se derribó la histórica tribuna principal que databa de 1949 para levantar una nueva grada adaptada a las necesidades del fútbol profesional. Tras esta intervención en el estadio, el aforo total aumentó a los 6800 espectadores.

### Recintos históricos

#### Campo de Kronne
Anterior a este estadio, el club rojillo disputó sus encuentros en otros escenarios. Durante el primer año de vida, el Club Deportivo Mirandés jugó en el Campo de Kronne que se ubicaba entre la Carretera de Logroño y la Avenida República Argentina. 

#### Campo de La Estación
Al año siguiente el equipo se trasladó a otro campo, y el 26 de mayo de 1928 se disputó el primer partido en el Campo de La Estación. El partido inaugural de este campo enfrentó al C. D. Mirandés contra el Club Ciclista donostiarra, que se saldó con una victoria mirandesista por 7 goles a 1. El club permaneció en el Campo de La Estación hasta la inauguración del Estadio de Anduva en 1950.

## Datos del club

### Estadísticas
- Presupuesto: 9 600 000 € (2022-23)[55]
- Socios: 4389 (2020-21)[2]
- Temporadas en 1.ª: 0
- Temporadas en 2.ª: 12 (Incluyendo la Temporada 2025-2026)
- Temporadas en 2.ª B: 15
- Temporadas en 3.ª: 50
- Mejor puesto en la liga: 4.º (Segunda división española temporada: 2024-25)
- Peor puesto en la liga: 18.º (Tercera división española: temporadas: 1953-54 y 1994-95)
- Mejor puesto en la Copa: Semifinales (2011-12 y 2019-20)
- Puesto en la Clasificación histórica de la Segunda División: 53.º (Actualizado hasta 07/2024)
- Máxima puntuación en liga: 75 puntos (2.ª, 2024-25); 82 puntos (2.ª B, 2011-12); 95 puntos (3.ª, 2007-08)
- Goles en Segunda División : 410 (Actualizado hasta 07/2023)
- Goles en Segunda División B: 625
- Goles en Tercera División: 2.674
- Más partidos: Iván Agustín Suárez.
- Jugador con más goles: Pablo Infante Muñoz, 132 goles (Último gol anotado frente a la U. D. Las Palmas el 19/04/2014)

### Últimas temporadas (S.XXI)
| 2000-01 | Tercera División   | 2.º  |           |           |                                                 |  |  |
| 2001-02 | Tercera División   | 6.º  |           |           |                                                 |  |  |
| 2002-03 | Tercera División   | 1.º  |           |           | Trofeo invicto Don Balón                        |  |  |
| 2003-04 | Segunda B          | 3.º  | 1/32      |           |                                                 |  |  |
| 2004-05 | Segunda B          | 16.º | 1/8       |           |                                                 |  |  |
| 2005-06 | Tercera División   | 2.º  |           |           |                                                 |  |  |
| 2006-07 | Tercera División   | 1.º  |           |           |                                                 |  |  |
| 2007-08 | Tercera División   | 1.º  | 1.ª Ronda |           | Récord de puntos en 3ª (95 puntos)              |  |  |
| 2008-09 | Tercera División   | 2.º  | 1.ª Ronda |           |                                                 |  |  |
| 2009-10 | Segunda División B | 13.º |           | 1.ª Fase  |                                                 |  |  |
| 2010-11 | Segunda División B | 2.º  |           | 1.ª Fase  |                                                 |  |  |
| 2011-12 | Segunda División B | 1.º  | Semifinal | Campeón   | Máximo Goleador de Copa (Pablo Infante 7 goles) |  |  |
| 2012-13 | Segunda División   | 15.º | 3.ª Ronda | Campeón   | Debut en la LFP                                 |  |  |
| 2013-14 | Segunda División   | 19.º | 2.ª Ronda | Semifinal | Conversión en SAD                               |  |  |
| 2014-15 | Segunda División   | 8.º  | 3.ª Ronda |           |                                                 |  |  |
| 2015-16 | Segunda División   | 15.º | Cuartos   |           |                                                 |  |  |
| 2016-17 | Segunda División   | 22.º | 2.ª Ronda |           |                                                 |  |  |
| 2017-18 | Segunda División B | 1.º  | 2.ª Ronda |           |                                                 |  |  |
| 2018-19 | Segunda División B | 3.º  | 1.ª Ronda |           | Campeón Copa RFEF                               |  |  |
| 2019-20 | Segunda División   | 11.º | Semifinal |           |                                                 |  |  |
| 2020-21 | Segunda División   | 10.º | 1.ª Ronda |           |                                                 |  |  |
| 2021-22 | Segunda División   | 14.º | 1/16      |           |                                                 |  |  |
| 2022-23 | Segunda División   | 16.º | 2.ª Ronda |           |                                                 |  |  |
| 2023-24 | Segunda División   | 18.º | 2.ª Ronda |           |                                                 |  |  |
| 2024-25 | Segunda División   | 4.º  | 1.ª Ronda |           | Record de puntos 2ª (75 puntos)                 |  |  |
| 2025-26 | Segunda División   | ?    | ?         |           |                                                 |  |  |

## Jugadores
| Más partidos disputados | Más partidos disputados        | Más partidos disputados | Máximos goleadores | Máximos goleadores                     | Máximos goleadores |
| N.º                     | Nombre                         | Partidos                | N.º                | Nombre                                 | Goles              |
| ----------------------- | ------------------------------ | ----------------------- | ------------------ | -------------------------------------- | ------------------ |
| 1                       | Iván Agustín Suárez            | 396                     | 1                  | Pablo Infante Muñoz                    | 132                |
| 2                       | José Muñoz Sarasola "Yuli"     | 351                     | 2                  | Sergio Muñoz Ortiz                     | 89                 |
| 3                       | Carmelo Andueza San Martín     | 330*                    | 3                  | Iván Agustín Suárez                    | 82                 |
| 4                       | José Grijuela Güemes "Chele"   | 324                     | 4                  | José Ignacio Castillo "Champi" Seni II | 69                 |
| 5                       | Pablo Infante Muñoz            | 323                     | 5                  | Aitor Leiva Perea                      | 67                 |
| 6                       | José Carlos Gómez Valderrama   | 301                     | 6                  | Miguel Ángel Pérez Navares             | 60                 |
| 7                       | Roberto Ochoa Cadiñanos        | 300                     | 7                  | Carlos Uncilla Ondarre                 | 57                 |
| 8                       | Pepe Uslé                      | 294                     | 8                  | José Luis "Torpedo" Compañón           | 50                 |
| 9                       | Pablo Urruchi Martínez "Palix" | 294                     | 9                  | Carmelo Andueza San Martín             | 49                 |
| 10                      | Rodrigo Mateos Díez            | 279                     | 10                 | Francisco Sanz Tudanca "Paco"          | 49                 |

- fuentes indican que Carmelo Andueza San Martín sólo jugó 302 partidos con el C. D. Mirandés.

## Organigrama deportivo

### Plantilla
- Los jugadores con dorsales superiores al 25 son, a todos los efectos, jugadores del Club Deportivo Mirandés "B" y como tales, podrán compaginar partidos con el primer y segundo equipo. Como exigen las normas de la LFP desde la temporada 1995-96, los jugadores de la primera plantilla deberán llevar los dorsales del 1 al 25. Del 26 en adelante serán jugadores del equipo filial.
- Un canterano debe permanecer al menos tres años en edad formativa en el club (15-21 años) para ser considerado como tal.[56][57] Un jugador de formación es un jugador extranjero formado en el país de su actual equipo entre los 15 y 21 años (Normativa UEFA).

## Entrenadores
El Club Deportivo Mirandés ha tenido un total de 70 entrenadores a lo largo de su historia. El primer entrenador oficial fue Ferreira en 1942, años después desde la fundación del club en 1927. El entrenador que más años ha dirigido al equipo ha sido José Grijuela: durante las temporadas 1964-65; 1966-67; 1968-69 y 1982-83.
El actual entrenador del primer equipo durante la temporada 2023-24 es Alessio Lisci.
| N.º | Nombre                | Inicio | Fin  | Partidos | N.º | Nombre                | Inicio | Fin  | Partidos | N.º | Nombre                | Inicio | Fin  | Partidos | N.º | Nombre                   | Inicio | Fin  | Partidos | N.º | Nombre                 | Inicio | Fin  | Partidos | N.º | Nombre        | Inicio | Fin | Partidos |
| --- | --------------------- | ------ | ---- | -------- | --- | --------------------- | ------ | ---- | -------- | --- | --------------------- | ------ | ---- | -------- | --- | ------------------------ | ------ | ---- | -------- | --- | ---------------------- | ------ | ---- | -------- | --- | ------------- | ------ | --- | -------- |
| 1   | Juan Ferreira         | 1942   | 1945 | 18       | 15  | José Grijuela         | 1965   | 1966 | 10       | 29  | Fernando Ramos "Nano" | 1982   | 1983 | 16       | 43  | Javier Bustamante Arenal | 1994   | 1994 | 13       | 57  | Ismael Urtubi          | 2005   | 2006 | 40       | 71  | Alessio Lisci | 2023   |     | 83       |
| 2   | José Mardones         | 1945   | 1954 | 274      | 16  | José Grijuela         | 1966   | 1967 | 26       | 30  | José Grijuela         | 1982   | 1983 | 22       | 44  | Juanjo O. Santamaría     | 1994   | 1995 | 25       | 58  | Miguel Sola            | 2006   | 2008 | 85       |     |               |        |     |          |
| 3   | Lorenzo Massobrio     | 1954   | 1957 | 108      | 17  | Agustín Barcina       | 1967   | 1968 | 17       | 31  | Pablo Urruchi "Palix" | 1983   | 1984 | 38       | 45  | Toño Casado Jiménez      | 1995   | 1998 | 100      | 59  | Julio Bañuelos         | 2008   | 2010 | 83       |     |               |        |     |          |
| 4   | Juan Malón            | 1957   | 1958 | 39       | 18  | Juan Antonio López    | 1967   | 1968 | 8        | 32  | Jesús Izaguirre       | 1984   | 1986 | 47       | 46  | Iñaki Ocenda             | 1997   | 1998 | 12       | 60  | Carlos Pouso           | 2010   | 2013 | 141      |     |               |        |     |          |
| 5   | Ricardo Bustamante    | 1958   | 1960 | 60       | 19  | Víctor Arguiñano      | 1967   | 1968 | 5        | 33  | Aurelio Puente        | 1986   | 1988 | 69       | 47  | José Luis Calvo de Juan  | 1998   | 1999 | 27       | 61  | Gonzalo Arconada       | 2013   | 2013 | 19       |     |               |        |     |          |
| 6   | Mario Sáenz "Mariete" | 1960   | 1961 | 30       | 20  | Casto López           | 1968   | 1969 | 4        | 34  | Jesús Izaguirre       | 1987   | 1988 | 40       | 48  | Jesús Izaguirre          | 1998   | 1999 | 16       | 62  | Carlos Terrazas        | 2013   | 2016 | 135      |     |               |        |     |          |
| 7   | Ricardo Bustamante    | 1961   | 1963 | 49       | 21  | José Grijuela         | 1968   | 1969 | 26       | 35  | Iñaki Espizua         | 1988   | 1989 | 42       | 49  | Alberto Lasaga           | 1999   | 2000 | 20,5*    | 63  | Claudio Barragán       | 2017   | 2017 | 4        |     |               |        |     |          |
| 8   | Emilio Arbáizar       | 1962   | 1963 | 5        | 22  | Mario Sáenz "Mariete" | 1969   | 1970 | 30       | 36  | Tomi Balbás           | 1989   | 1990 | 38       | 50  | Toño Casado Jiménez      | 1999   | 2001 | 67,5*    | 64  | Javier Á. de los Mozos | 2017   | 2017 | 10       |     |               |        |     |          |
| 9   | Jacinto Azurmendi     | 1963   | 1964 | 30       | 23  | Nemes Esparza         | 1970   | 1973 | 116      | 37  | Juan Manuel Lillo     | 1990   | 1991 | 29       | 51  | Aurelio Puente           | 2001   | 2002 | 18       | 65  | Pablo Alfaro           | 2017   | 2018 | 55       |     |               |        |     |          |
| 10  | Emilio Arbáizar       | 1964   | 1965 | 14       | 24  | Juan Mari Lasa        | 1973   | 1974 | 40       | 38  | José Mª Gª de Andoin  | 1991   | 1991 | 3        | 52  | Peio Bengoetxea          | 2001   | 2003 | 46       | 66  | Borja Jiménez Sáez     | 2018   | 2019 | 54       |     |               |        |     |          |
| 11  | José Grijuela         | 1964   | 1965 | 16       | 25  | Pedro M. Beascoechea  | 1974   | 1979 | 190      | 39  | José Mª Bezares       | 1991   | 1991 | 0**      | 53  | Félix Arnáiz Lucas       | 2003   | 2004 | 47       | 67  | Andoni Iraola          | 2019   | 2020 | 49       |     |               |        |     |          |
| 12  | Luis Alcalde          | 1964   | 1965 | 16       | 26  | Manuel Arano          | 1976   | 1979 | 114      | 40  | Aurelio Puente        | 1991   | 1992 | 36       | 54  | José Soler               | 2004   | 2004 | 11       | 68  | José Alberto López     | 2020   | 2021 | 43       |     |               |        |     |          |
| 13  | Carlos Bajo           | 1964   | 1965 | 16       | 27  | Antonio Solana        | 1979   | 1981 | 76       | 41  | Cándido Arroyo        | 1991   | 1993 | 62       | 55  | Cándido Arroyo           | 2004   | 2005 | 16       | 69  | "Lolo" Escobar         | 2021   | 2022 | 29       |     |               |        |     |          |
| 14  | Anselmo Elízaga       | 1965   | 1966 | 20       | 28  | Juanito Arriarán      | 1981   | 1982 | 38       | 42  | Ángel Ablanedo        | 1993   | 1994 | 38       | 56  | José Mª Gª de Andoin     | 2004   | 2005 | 19       | 70  | Joseba Etxeberria      | 2022   | 2023 | 59       |     |               |        |     |          |

 Actualizado al 04/08/2022.
Carlos Pouso y Borja Jiménez son los únicos entrenadores que han conseguido ascender al equipo a la Segunda División de España.

## Presidentes
El Club Deportivo Mirandés ha tenido un total de 31 presidentes a lo largo de su historia (incluyendo al actual). El primer presidente oficial fue Arturo García del Río en 1927, año de la fundación del club. Los presidentes que más años han estado al frente de la entidad han sido Tiburcio Ortiz Zárate y Victoriano Aguirrebeña, con 6 temporadas cada uno.
| N.º | Nombre                | Inicio | Fin  | N.º | Nombre                   | Inicio | Fin  | N.º | Nombre                 | Inicio | Fin  | N.º | Nombre                  | Inicio | Fin         |
| --- | --------------------- | ------ | ---- | --- | ------------------------ | ------ | ---- | --- | ---------------------- | ------ | ---- | --- | ----------------------- | ------ | ----------- |
| 1   | Arturo García del Río | 1927   | 1930 | 10  | Ramiro Dulanto Arce      | 1942   | 1947 | 19  | Jesús Bermejo Moreno   | 1962   | 1964 | 28  | Felipe Lanero           | 1989   | 1990        |
| 2   | Veremundo Orio Sáez   | 1930   | 1931 | 11  | César Neve Cases         | 1947   | 1948 | 20  | Jesús Martínez         | 1964   | 1968 | 29  | José Molinero García    | 1990   | 1994        |
| 3   | Rafael de la Eranueva | 1931   | 1932 | 12  | Enrique Casanova         | 1948   | 1950 | 21  | Agustín Ortiz Ortiz    | 1968   | 1972 | 30  | Javier Ponce Mora       | 1994   | 1995        |
| 4   | Ramón García Díez     | 1932   | 1933 | 13  | Tiburcio Ortiz de Zárate | 1950   | 1951 | 22  | Modesto Gómez          | 1972   | 1974 | 31  | Luis Arriola            | 1995   | 1998        |
| 5   | Claudio Arroyo Isasi  | 1933   | 1933 | 14  | David Aragües            | 1951   | 1952 | 23  | Victoriano Aguirrebeña | 1947   | 1980 | 32  | José Luis Calvo de Juan | 1999   | 2001        |
| 6   | Jaime de Santiago     | 1934   | 1935 | 15  | Rafael Fernández         | 1952   | 1953 | 24  | Hermenegildo Rodríguez | 1980   | 1981 | 33  | José Zapater Unceta     | 2001   | 2005        |
| 7   | Jesús Munguira        | 1935   | 1935 | 16  | Jesús Zárate Peña        | 1953   | 1956 | 25  | José Luis Solana Rojo  | 1981   | 1985 | 34  | Félix Pipaón del Val    | 2005   | 2009        |
| 8   | Claudio Arroyo Isasi  | 1935   | 1936 | 17  | Andrés Espallargas       | 1956   | 1958 | 26  | Felipe Lanero          | 1985   | 1987 | 35  | Ramiro Revuelta         | 2009   | 2013        |
| 9   | Claudio Arroyo Isasi  | 1939   | 1939 | 18  | Tiburcio Ortiz Zárate    | 1958   | 1962 | 27  | José Ramón Urbina      | 1987   | 1989 | 36  | Alfredo de Miguel       | 2013   | Actualmente |

- Jesús Munguira en 1935 y Claudio Arroyo Isasi en 1933 y 1939 ejercieron como Presidentes Interinos.
- No hubo presidente de 1936 a 1942 a causa de la guerra civil española y las consecuencias económicas y sociales en la ciudad de Miranda de Ebro.
- Tiburcio Ortiz Zárate y Felipe Lanero son los únicos presidentes que han tenido más de un mandato no consecutivamente.
- Ramiro Revuelta y Alfredo de Miguel han sido los únicos presidentes cuyos mandatos han abarcado la Segunda División.

## Filiales
El Club Deportivo Mirandés con José Zapater Unceta como presidente eliminó sus categorías inferiores en el año 2002, para la creación ese mismo año de un convenio con otros dos clubes locales (C. D. La Charca y C. D. Casco Viejo) para tener a su disposición jóvenes jugadores con edades anteriores a las de juvenil.

### Mirandés "B"
El Mirandés "B" es el equipo filial del club. Se fundó en la década de los años 1990 y tras su disolución, fue refundado en el año 2005. Entre sus mayores éxitos, se encuentra el título de campeón regional de la Copa Federación de La Rioja. Desde la temporada 2019-20 el equipo compite en Tercera División de España encuadrado en el grupo VIII, disputando varios playoffs a 2ª RFEF.

## Palmarés
| C. D. Mirandés | -                                      | 2       | 4       | -       | 1       | -       | 7 |
| C. D. Mirandés | Vigente                                | Extinta | Extinta | Vigente | Vigente | Vigente | 7 |
| C. D. Mirandés | Actualizado el 10 de diciembre de 2023 |         |         |         |         |         |   |

### Torneos nacionales
- Segunda División B de España, Grupo II (2): 2011-12 y 2017-18.
  - Subcampeón de Segunda División B, Grupo II (1): 2010-11.
- Tercera División de España (4): 1988-89 (Gr. XV), 2002-03 (Gr. XV), 2006-07 (Gr. VIII) y 2007-08 (Gr. VIII).
  - Subcampeón de Tercera División (4): 1957-58 (Gr. IV), 2000-01 (Gr. XV), 2005-06 (Gr. VIII) y 2008-09 (Gr. VIII).
- Semifinales de la Copa del Rey (2): 2011-12 y 2019-20.
- Copa RFEF (1): 2018-19.

### Torneos regionales
- Copa de Castilla y León (2): 2011-12 y 2012-13.

### Torneos amistosos
- Torneo Pacopin (1): 2011.[61]
- Torneo Asociación Bodegas Rioja Alavesa (1): 2011.
- Trofeo Ciudad de Briviesca (1): 1982.[62]
- Trofeo Ciudad de Miranda (1): 1980.[63]
- Trofeo Kali Garrido (1): 2010.[64]
- Trofeo Villa de Portugalete (1): 2012.[65]
- Trofeo Virgen Blanca (1): 2015.[66]
- Trofeo Luís de la Fuente (1): 2015.

### Premios
- Trofeo Invicto Don Balón: 2002-03.
- Premio "Juego Limpio" (1): 2010-11.[67][68]
- Medalla del Ayto. de Miranda de Ebro: 2002.

## Videografía
- Por un puñado de goles (DVD). Miranda de Ebro: Raquel Sáenz de Buruaga. 2011.
- La Historia del Ascenso (DVD). Miranda de Ebro: Miranda HD. 2012.